# Johann Huswedel
Johann Huswedel (* 24. Juli 1575 in Hamburg; † 22. Oktober 1651 in Rostock) war ein deutscher Pädagoge und Philologe.

## Leben
Geboren als Sohn eines Bäckers, besuchte er die Gelehrtenschule des Johanneums, studierte an der Universität Rostock, wo er 1598 den akademischen Grad eines Magisters erwarb und im Anschluss an eine Bildungsreise eine Stelle als Konrektor in Schwerin annahm. Um seine Studien fortzusetzen, ging er 1600 an die Universität Wittenberg und anschließend an die Universität Leiden, wo er in näheren Kontakt mit Joseph Justus Scaliger, Paul Merula und anderen Gelehrten kam.
1605 berief ihn der Rat von Hamburg als Konrektor in das Johanneum, wo er sich mit den Theologen der Stadt über die Lehrmethoden am Johanneum auseinandersetzen musste. Daraufhin sah er sich genötigt, 1615 das Amt aufzugeben und ging als Konrektor der Stadtschule nach Rostock. An der dortigen Universität übertrug man ihm 1627 die Professur der griechischen Sprache und praktischen Philosophie.
1627 folgte er einem erneuten Ruf aus Hamburg, diesmal als Rektor des Johanneums und als Gymnasialprofessor der griechischen Sprache und Philosophie am akademischen Gymnasium. Am 2. März 1628 gab er wegen neuer Konflikte mit den Theologen das Amt wieder auf und ging an seine alte Stelle als Professor nach Rostock. Dort starb er als Senior der philosophischen Fakultät und Emeritus, nachdem er 1623 und 1638 zwei Mal das Rektorat der Hochschule verwaltet hatte.

## Werkauswahl
- Quaestiones et controversiae rhetoricae, Hamburg 1612
- De summo bono civili, Rostock 1618
- An ad adeumum Ministerium ecclesiasticum verbi divini ministro philosophiae cognitone opus sit, Rostock 1624
- Commentationes et Annotationes philologico criticae
- Quaestiones morales et monita politica